# Bébé apache
Pour plus de détails, voir Fiche technique et Distribution.
Bébé Apache est un film muet français réalisé par Louis Feuillade et sorti en 1910.
Ce film fait partie de la série des Bébé.

## Synopsis
Bébé et sa petite sœur décident de venger leur père, attaqué par la bande parisienne des Apaches. Bébé infiltre le gang, gagne la confiance des membres du gang et leur tend un piège.

## Fiche technique
- Titre : Bébé Apache
- Réalisation : Louis Feuillade
- Scénario : Louis Feuillade
- Société de production : Société des Établissements L. Gaumont
- Pays d'origine :  France
- Langue : film muet avec les intertitres en français
- Format : Noir et blanc — 35 mm — 1,33:1 — Muet
- Métrage : 198 m
- Genre : Comédie
- Durée : 6 minutes 35
- Date de sortie : 
  - France : 24 décembre 1910

## Distribution
- René Dary : Bébé (comme Clément Mary)
- Renée Carl : Madame Labèbe, la maman
- Paul Manson : Monsieur Labèbe, le père
- Jeanne Saint-Bonnet : La domestique
- Eugène Breon
- Alphonsine Mary : Fonfon